# 온베쓰역
온베쓰역(일본어: 音別駅)은 일본 홋카이도 구시로시에 있는 홋카이도 여객철도 · 일본화물철도 네무로 본선의 역이다. 역 번호는 K45이며, 상대식 승강장 2면 2선의 구조를 지닌 지상역이다.

## 화물역
일본화물철도의 역은 여객역의 남쪽에 있어, 1면 1선의 컨테이너 승강장이 있다. 하역선 외 1개의 측선도 있다. 이 역은 컨테이너 화물의 취급역으로, 12ft 컨테이너만을 취급한다. 오쓰카 제약 구시로 공장을 발착하는 컨테이너의 취급이 많다.
하루 1회 왕복, 삿포로 화물 터미널 역과 신후지역을 연결하는 고속 화물열차가 이 역에 정차해, 신후지역은 화차의 해방을, 삿포로 화물 터미널 행은 화차의 연결을 실시한다.

## 이용 현황
| 연도     | 하루 평균 승차 인원 | 발송 화뭃 | 도착 화물 |
| 2007년도 | 97                  | 25,013t   | 9,800t    |
| -------- | ------------------- | --------- | --------- |

## 역 주변
- 국도 제38호선
- 구시로 시청 온베쓰 정 행정센터
- 닛폰 통운 구시로 지점 오쓰카 사업소
- 오쓰카 제약 공장 구시로 공장
- 오쓰카 식품 구시로 공장

## 인접 정차역
| 홋카이도 여객철도 네무로 본선 | 홋카이도 여객철도 네무로 본선 | 홋카이도 여객철도 네무로 본선 |
| ----------------------------- | ----------------------------- | ----------------------------- |
| K42 아쓰나이 신토쿠 방면      | 네무로 본선                   | 시라누카 K47 구시로 방면      |